# Marine namibienne
La marine namibienne est la branche de marine de guerre de la force de défense namibienne.

## Histoire
Le développement de la marine namibienne a été lent et la force n'a été officiellement créée que le 11 septembre 1998 en tant que branche maritime et en 2004 en tant que marine à part entière, quatorze ans après l'indépendance, le 21 mars 1990. Une aide brésilienne importante a contribué au développement de la marine namibienne. Les dix premiers officiers de l'armée namibienne qui constitueraient le groupe central ont été envoyés au Brésil en août 1995 après l'intégration de Walvis Bay à la Namibie en 1994. Ce groupe dirigé par Phestus Sacharia (en) se composait du personnel du quartier général et des capitaines de navire. Ils ont terminé leurs études en 1998 au Centre d'instruction Admiral Wandenkolk à Rio de Janeiro.  En 1996, le deuxième groupe de six étudiants, tous civils, a également été envoyé au Brésil pour des études. Le quartier général de l'aile maritime a été établi en 1998, tandis qu'en 2000 la construction de la base navale à Walvis Bay a commencé. 
Composée d'environ 1.200 personnes, la Marine déploie un petit nombre de patrouilleurs légèrement armés. Le premier commandant de l'escadre maritime était le capitaine Phestus Sacharia. Le premier navire à être mis en service était le bateau de patrouille Oryx offert en 2002. Le Brésil et la Namibie ont signé un accord en 2004 pour la livraison d'un bateau de patrouille et de deux petits patrouilleurs. Le nouveau patrouilleur NS Brendan Simbwaye de 200 tonnes, construit au chantier naval brésilien INACE (en), a été mis en service le 19 janvier 2009. 
Un programme de coopération en cours permet aux marins et officiers de marine namibiens d'être formés par la marine brésilienne ; en 2009, 466 marins avaient été formés. Le Brésil a également fourni une assistance pour la préparation d'une carte marine de l'approche de Walvis Bay et des conseils pour la cartographie des limites extérieures du plateau continental. La Marine brésilienne a également formé le Corps des Marines Namibien (en) . 

## Flotte
La flotte est opérationnellement divisée en escadrons basés sur les différents rôles des différents bateaux et navires, les escadrons ont été activés le 24 mai 2018. Il y a quatre escadrons :
- Escadron de combat
- Escadron de soutien au combat
- Escadron de patrouille côtière
- Escadron de patrouille portuaire

### Flotte actuelle
| Nom                               | Photo                       | Origine                                       | Classe                      | Typee                         | Constructeur                | En service                  | Notes                                                      |
| 'Escadron de soutien combat       | 'Escadron de soutien combat | 'Escadron de soutien combat                   | 'Escadron de soutien combat | 'Escadron de soutien combat   | 'Escadron de soutien combat | 'Escadron de soutien combat | 'Escadron de soutien combat                                |
| --------------------------------- | --------------------------- | --------------------------------------------- | --------------------------- | ----------------------------- | --------------------------- | --------------------------- | ---------------------------------------------------------- |
| S11 Elephant (en)                 |                             | China Shipbuilding Industry Corporation Chine | Classe Elephant             | Logistic Support Vessel (LSV) | 2012                        | 2012                        | Navire de patrouille et de logistique offshore polyvalent. |
| Escadron de patrouilleurs côtiers |                             |                                               |                             |                               |                             |                             |                                                            |
| P11 Brendan Simbwaye (en)         |                             | INACE Brésil                                  | Classe Grajaú (en)          | Patrouilleur                  | 2009                        | 2010                        |                                                            |
| NPV Onyx (P01) (en)               |                             | Abeking & Rasmussen Allemagne                 | Classe Oryx                 | Patrouilleur                  | 1975                        | 2002                        | Transféré à la Namibian Fisheries                          |
| Escadron de combat                |                             |                                               |                             |                               |                             |                             |                                                            |
| NS Daures (C12) (en)              |                             | Chine                                         | Classe Hainan Type 037      | Corvette                      |                             | 2017                        | Ex PLAN Wanning 786                                        |
| NS Brukkaros (C13) (en)           |                             | Chine                                         | Classe Hainan Type 037      | Corvette                      |                             | 2017                        | Ex PLAN Ledong 748                                         |
| Escadron de patrouille portuaire  |                             |                                               |                             |                               |                             |                             |                                                            |
| Terrace Bay (HPB20) (en)          |                             | INACE Brésil                                  | Classe Marlim               | Petit patrouilleur            | 2009                        | 2010                        |                                                            |
| Möwe Bay (HPB21) (en)             |                             | INACE Brésil                                  | Classe Marlim               | Petit patrouilleur            | 2009                        | 2010                        |                                                            |
| HPB01 et HPB02                    |                             | Afrique du Sud                                | Classe Namacurra (en)       | Patrouilleur portuaire        | 1980-1981                   | 2002                        | Donné par Marine sud-africaine                             |

### Autres bateaux
En 2012/2013, la marine namibienne a commandé 19 nouveaux bateaux à Kobus Naval Design et Veercraft Marine en Afrique du Sud  :
- 5 bateaux à rames (en) de quatre mètres,
- 5 RHIB de six mètres,
- 2 bateaux de patrouille du port de six mètres,
- 2 bateaux d'embarquement de huit mètres,
- 2 bateaux des marais de huit mètres,
- 1 embarcation de débarquement de onze mètres,
- 2 intercepteurs de 14 mètres,